# Gorges de Bilhard
Les gorges de Bilhard sont situées au cœur de la ville de Monistrol-sur-Loire (Haute-Loire). Le ruisseau de Piat y coule, au milieu des ruines des anciens moulins à eau. 
Elle est le théâtre d'une légende confrontant le diable Bilhard à un ermite.

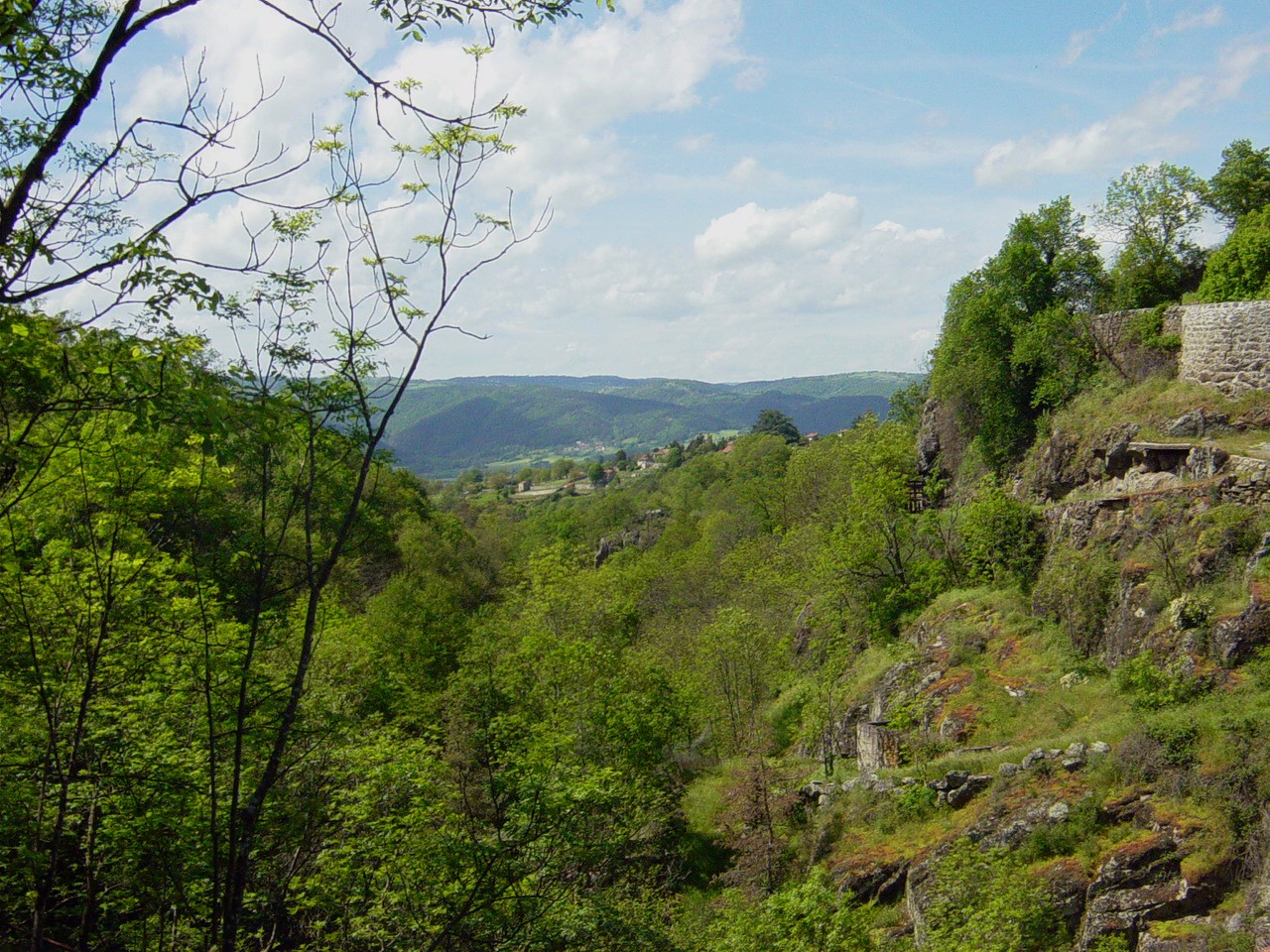
Les gorges vues du Château des Évêques.
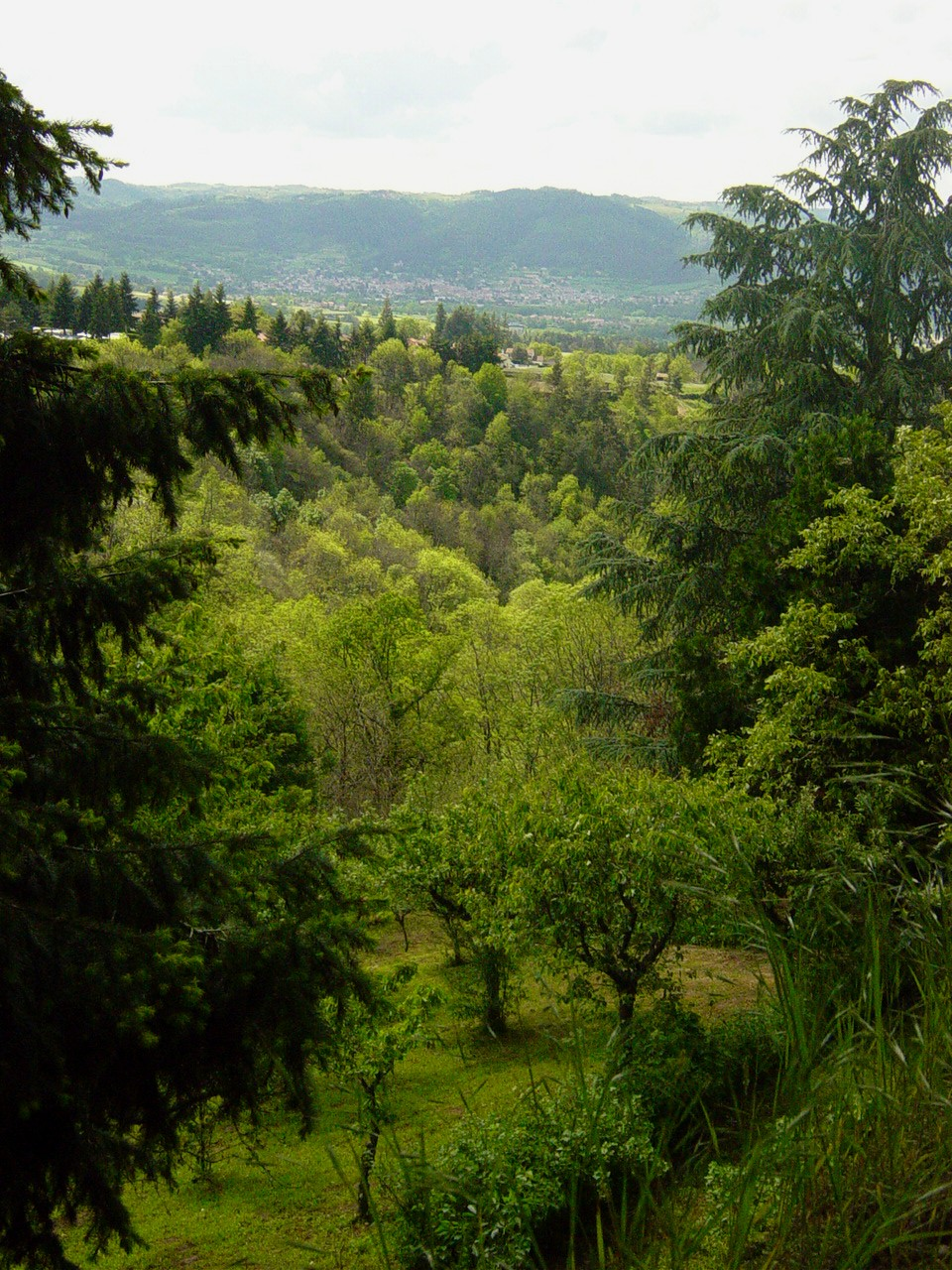
Les gorges vues de la terrasse du parc du Château.
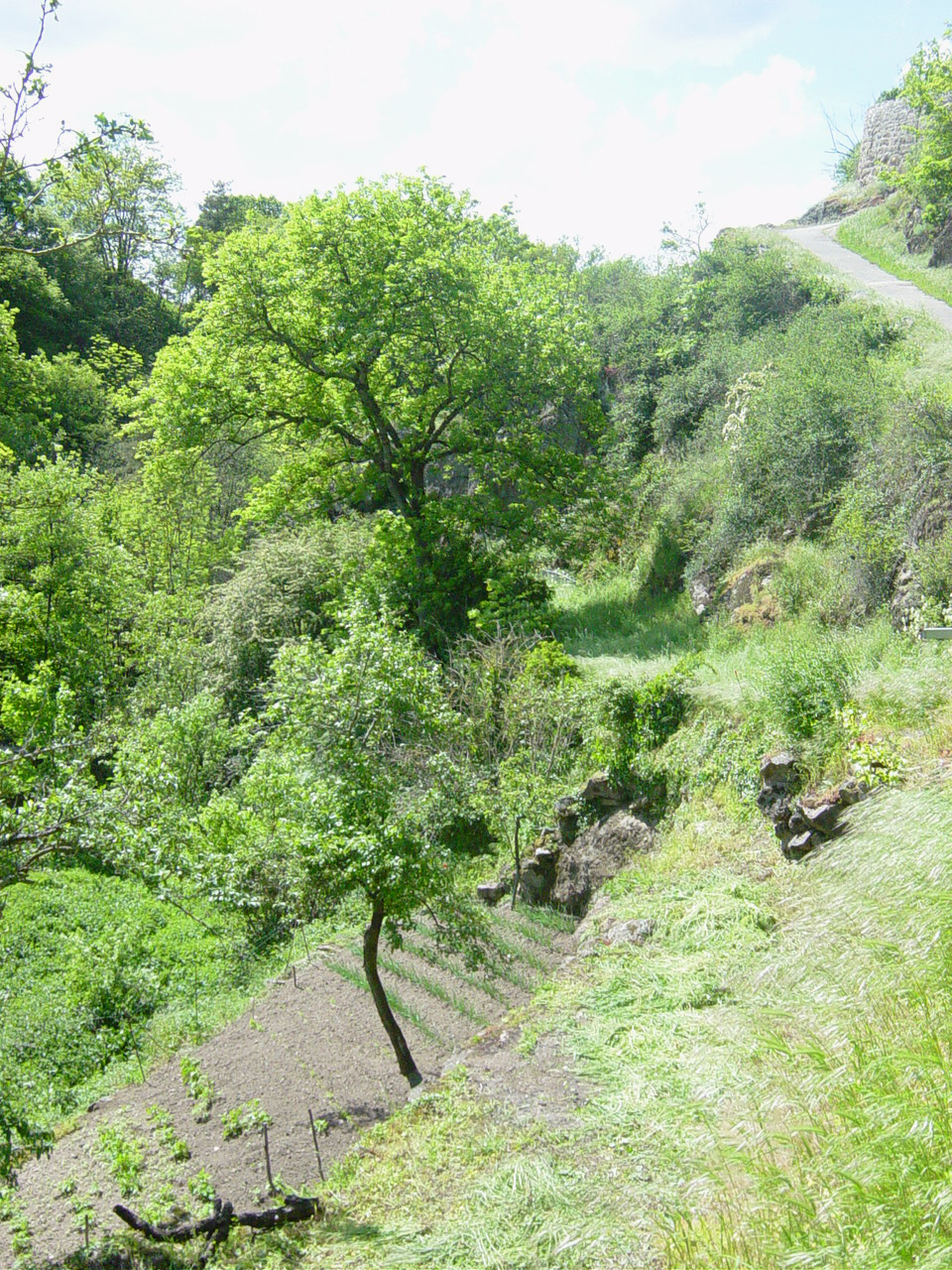
Les gorges depuis le chemin des Côtes.